# Gerhard Kletter
Gerhard Kletter (* 28. Juli 1942 in Wien) ist ein österreichischer Neurochirurg und Sachbuchautor.

## Leben
Gerhard Kletter wurde 1942 als Kind von Leopold und Maria Kletter in Wien geboren. Nach seiner Matura begann er 1962 das Studium der Medizin, 1969 promovierte er. Anschließend schlug er eine Laufbahn als Pathologe ein. 1973 ging er an die Neurochirurgische Klinik Zürich, 1975 kehrte er nach Wien zurück, wo er sich auf dem Gebiet der Bypasstechnik bei Hirnoperationen engagierte. Kletters Habilitation erfolgte 1978, 1982 nahm er eine Stelle als Oberarzt in Basel an, kehrte jedoch bereits ein Jahr später an die Universitätsklinik Wien zurück. Im Jahr 1985 erhielt er eine Professur für Neurochirurgie.
Kletter versuchte im Rahmen seiner Forschungstätigkeit vor allem, mit Hilfe von embryonalen Gehirnzellen Erfolge bei querschnittgelähmten Patienten zu erzielen, was jedoch misslang und auch gegen das Gesetz verstieß. Nachdem der erfolglosen Behandlung eines blinden Patienten bezichtigte ihn das Nachrichtenmagazin profil, er habe die Behandlung nur vorgetäuscht und die benötigten Medikamente gar nicht eingesetzt. Kletter wurde daraufhin 1994 in diesem und fünf weiteren Fällen wegen Betruges verurteilt und verlor seine Approbation als Arzt. Daraufhin konzentrierte er sich auf die Tätigkeit als Autor, bis er schließlich 1998 seine Zulassung zurückerhielt. Seitdem arbeitete Kletter in seiner Privatpraxis bis zu deren Insolvenz 2009 als Facharzt für Neurochirurgie und schreibt auch weiterhin Bücher. Er ist verheiratet und hat fünf Kinder.

## Werke
Gerhard Kletter verfasste neben medizinischen Beiträgen vor allem Sachliteratur, die sich den Sehenswürdigkeiten und der Geschichte Wiens widmet.
- The Extra-Intracranial Bypass Operation for Prevention and Treatment of Stroke. Springer Verlag, Wien/New York 1979. ISBN 3-211-81522-8
- Leben nach einem Schlaganfall. Kiepenheuer & Witsch, 1980. ISBN 3-462-01857-4 (zusammen mit Barbara Huemer-Drobil und Lisa Langbein)
- Beislführer durch Wien: Innere Stadt. Eigenverlag, 1998. ISBN 3-901025-76-6
- Beislführer durch Wien. Leopoldstadt – Landstrasse. Eigenverlag, 1998, ISBN 3-901025-72-3
- Teure Medizin. Mayer & Comp., Wien 2001. ISBN 3-901025-95-2
- Der Cobenzl. Eigenverlag, 2003. (Zusammen mit Olaf Auer)
- Der Esterhazy-Keller in Wien. Sutton-Verlag, Erfurt 2005. ISBN 3-89702-841-7
- Der Friedhof St. Marx. Sutton-Verlag, Erfurt 2005. ISBN 3-89702-805-0
- Der Aspangbahnhof und die Wien-Saloniki-Bahn. Sutton, Erfurt 2006. ISBN 3-89702-928-6
- Das Gänsehäufel. Ibera, Wien 2007. ISBN 3-85052-237-7
- Obduktionen im 19. Jahrhundert: Die Geschichte der Entwicklung der pathologischen Wissenschaft. European University Press, Wien 2009. ISBN 978-3-85052-267-0

## Auszeichnungen
- Karl-Renner-Preis, 1988